# لیائونینگ ۲۵۰۳
سیارک ۲۵۰۳ (به انگلیسی: 2503 Liaoning، نامگذاری:1965UB1) دو هزار و پانصد و سومین سیارک کشف شده‌است که در ۱۶ اکتبر ۱۹۶۵ کشف شد.
قدر مطلق سیارک برابر ۱۳٫۹۰ است.